# Locked Away
Locked Away (en español «Encerrado») es una canción producida por el dúo de Islas Vírgenes Rock City junto a el cantante estadounidense Adam Levine, el cantante de la banda de rock pop Maroon 5. La canción fue lanzada el 29 de junio de 2015, por Kemosabe Records y RCA Records. La canción alcanzó el puesto número seis en Billboard Hot 100, convirtiéndose en el primer top ten del dúo y primer solo que levine no co-escribe.

## Composición
Musicalmente, "Encerrado" es un dancehall y reggae fusión.[cita requerida] Según la música de hoja publicada en Musicnotes.com por Universal Music Publishing, la canción está escrita en la tonalidad de Re♭ mayor con un ritmo de 94 latidos por minuto.[cita requerida] La canción sigue una progresión de acorde de D♭@–B♭m@–G♭@–D♭@–Un♭, y las voces abarcan desde B♭3 a Un♭5. La canción toma su gancho de Capitán & Tennille 1979 solo " Que a mí Un Tiempo más".

## Remix
El oficial remix es tituló "Encerrado Otra vez (El Remix)" y presenta un verso adicional del rapero estadounidense Lil Wayne.

## Vídeo musical
Un vídeo musical para "Encerrado" fue realizado en el 14 de agosto de 2015.
El vídeo de música presenta cuatro familias diferentes, un soldado que deja su familia para regresar al servicio, un hombre (Theron Thomas de R. City) y una mujer (Chantel K Davis) luchando para llegar a fin de mes, un hombre (Timothy Thomas de R. City) regresando a casa su niño y la madre del niño, y un padre viendo a su hija desgarrada por un acto ilegal. Todos sufren de viñetas de amor, la pérdida, la pobreza, y el encarcelamiento, todo ello repartido en coro cantado de Levine "Si me encerraran / y lo perdiéramos todo hoy /Dime honestamente /  todavía me querrías igual?"

## Certificaciones
| País   | Organismo certificador | Certificación | Ventas certificadas | Ref.  |
| ------ | ---------------------- | ------------- | ------------------- | ----- |
| México | AMPROFON               | 3× Platino    | 180,000             | [ 4 ] |